# Maria Komnene (Montferrat)
Maria Komnene (Μαρία Κομνηνή, * März 1152 in Konstantinopel; † Juli 1182) war die Tochter von Kaiser Manuel I. und Berta/Irene und bis zur Geburt ihres Bruders Alexios im Jahre 1171 Thronfolgerin von Byzanz. 
Sie wurde 1164 zwölfjährig mit dem späteren ungarischen König Béla III. verlobt, der Vertrag wurde jedoch nach fünf Jahren annulliert. Sie wurde dann mit Wilhelm II. von Sizilien verlobt, wurde aber 1180 mit dem gerade einmal achtzehnjährigen Rainer von Montferrat verheiratet, wohl, um die Markgrafen von Montferrat (Mons Ferrati) in eine Allianz gegen Friedrich Barbarossa einzubinden. Von Wilhelm von Tyros stammt eine Beschreibung der Hochzeitsfeierlichkeiten. Der junge Bräutigam erhielt den griechischen Namen Johannes und wurde zum Caesar ernannt, wahrscheinlich vor allem, um Maria diese nicht ebenbürtige Ehe schmackhafter zu machen.
Thessaloniki gehörte wahrscheinlich zu Marias Mitgift oder war Rainer als pronoia zugewiesen worden. Spätere Autoren, die sich mit der byzantinischen Verwaltung wenig auskannten, wollten ihn deswegen als König von Salonika sehen. 
Nach dem Tod Kaiser Manuels im Jahr 1180 wurden Maria und ihr Mann in Intrigen gegen Marias Stiefmutter, Maria von Antiochia, verwickelt, die als Regentin für ihren jungen Sohn, den nunmehrigen Kaiser Alexios II., regierte. Angestiftet von Maria und Rainer brach ein Aufstand gegen die Kaiserin aus, doch ihr Versuch, die Macht zu ergreifen, scheiterte. Beide starben kurz darauf, offenbar durch Gift, kurz nachdem Andronikos I., ein Cousin Manuels väterlicherseits, die Regentschaft übernommen hatte.